# Internet Broadway Database
Internet Broadway Database (IBDB, срп. Бродвејска интернет база података) представља онлајн базу података позоришта Бродвеј. Доступан је и за iOS и Android.